# ۴۷۱۱

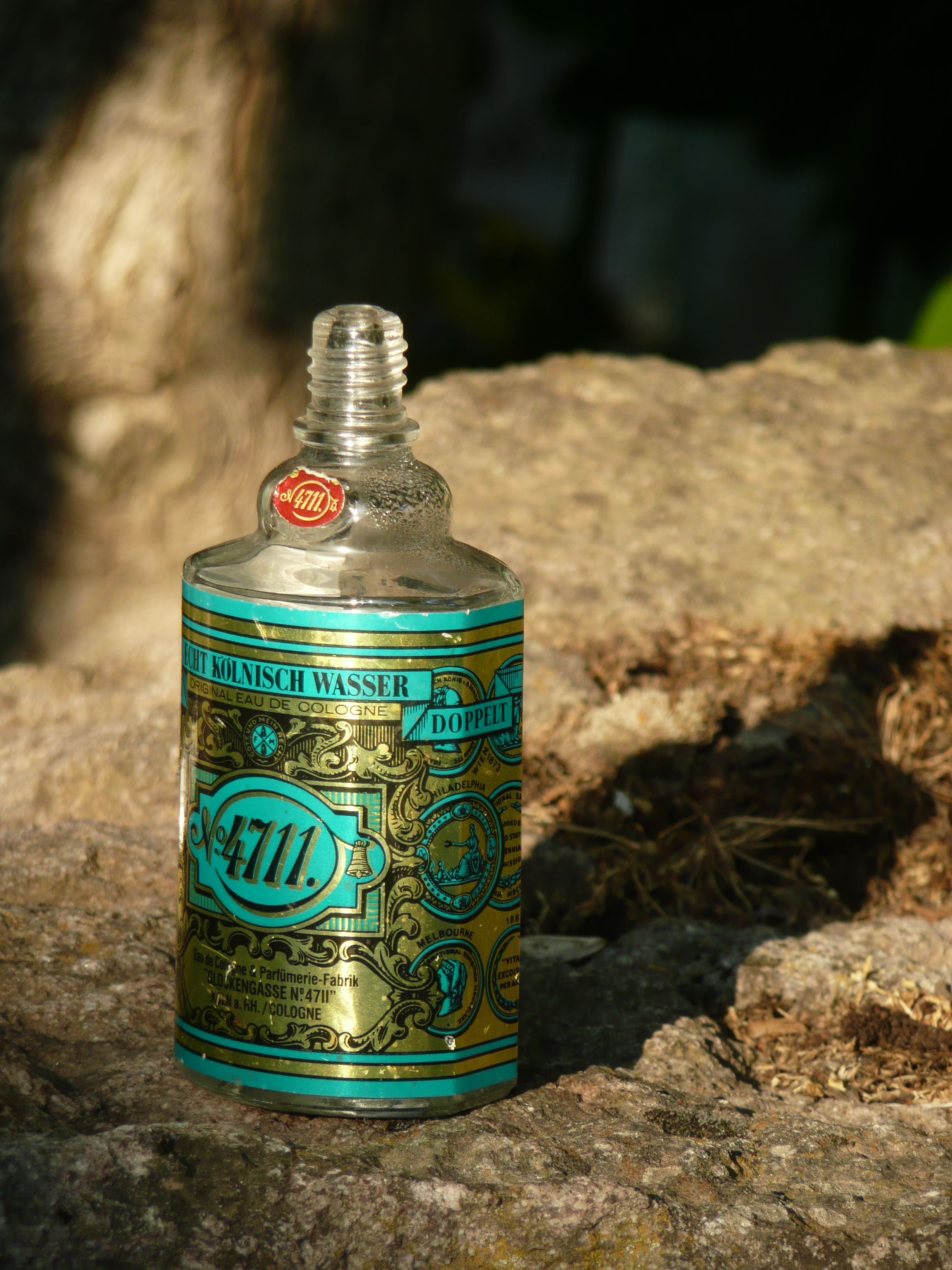
ادکلن ۴۷۱۱

۴۷۱۱ نام ادکلن و عطری سنتی تولید شرکت آلمانی مویرر اونت ویرتس(به آلمانی: Mäurer & Wirtz) است.
چون این ادکلن در حوالی سال ۱۷۹۹ در شهر کلن آلمان تهیه شده‌است استفاده از نشان جغرافیایی برای ادکلن اصلی مجاز می‌باشد.
امروزه با گذشت دویست سال علاوه بر ادکلن اصلی ادکلن‌های دیگری نیز با همان فرمول درست می‌شود.
امروزه فروشگاه اصلی عطر و ادوکلن ۴۷۱۱ در گلاکنگاس شهر کلن یک جاذبهٔ توریستی محسوب می‌شود.

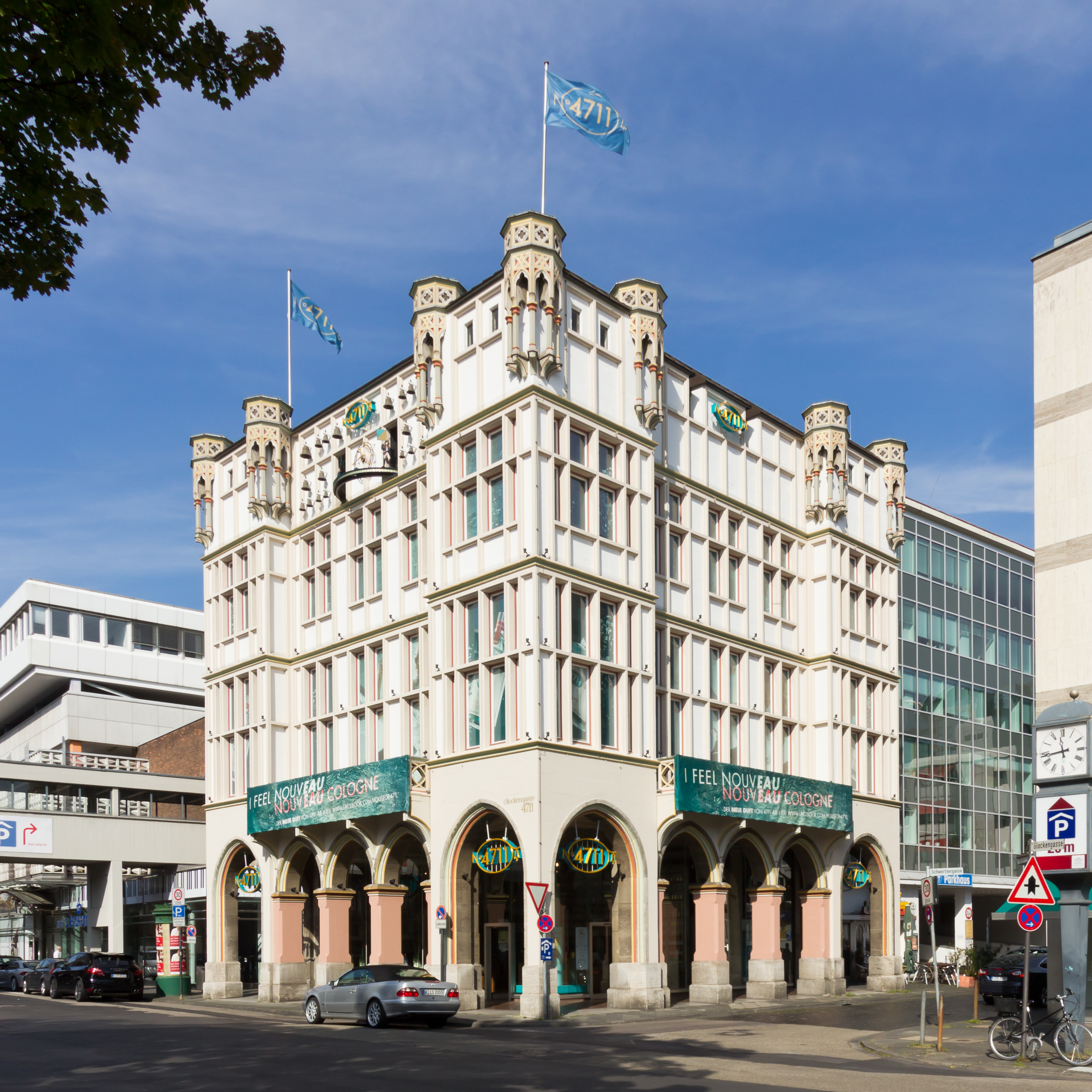
خانهٔ ۴۷۱۱ در گلاکنگاس از جاذبه‌های گردشگری شهر کلن

## تاریخچه

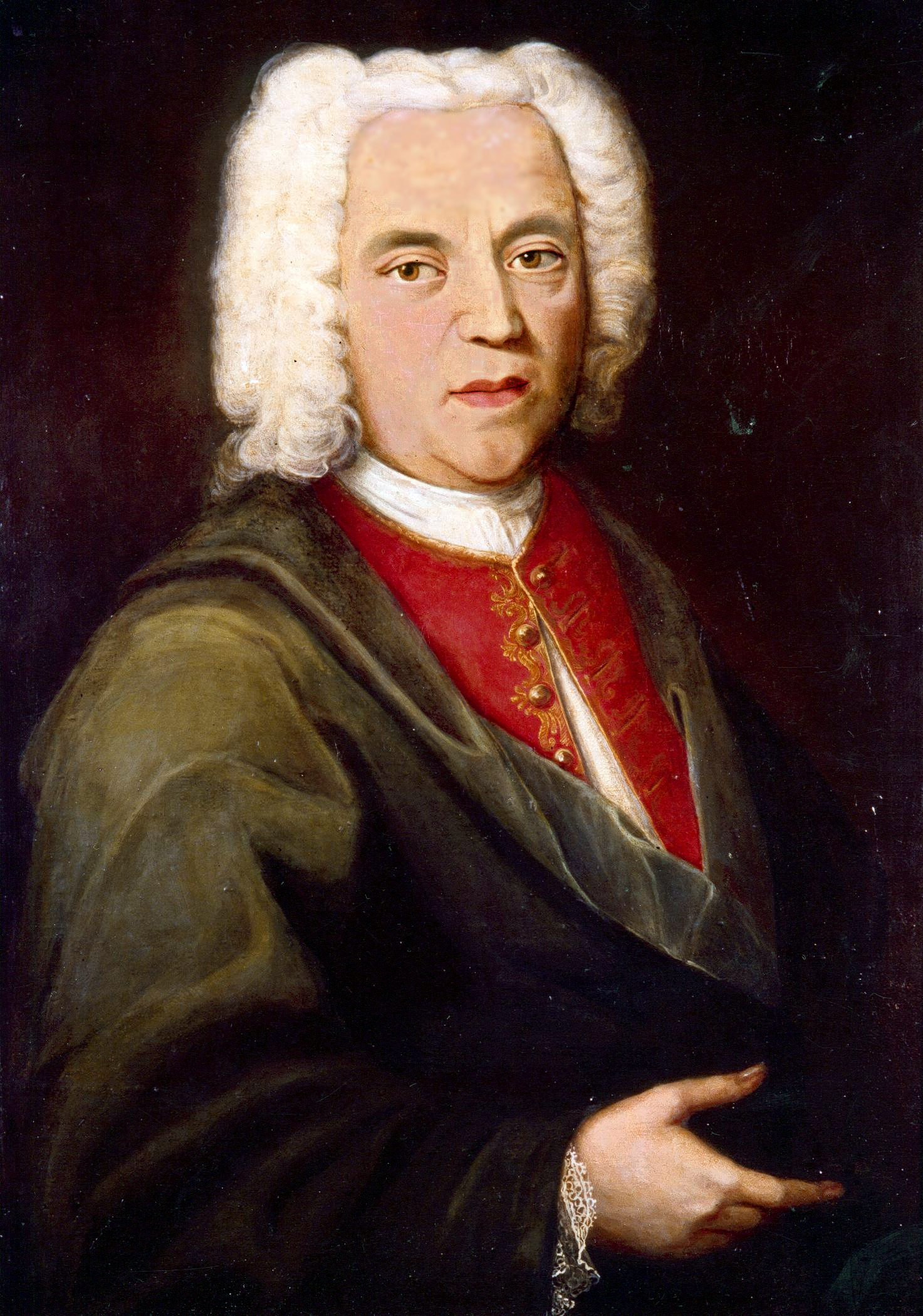
پرترهٔ یوهان ماریا فارینا (۱۶۸۵–۱۷۶۶)

در اوایل قرن ۱۸ میلادی عطرسازی ایتالیایی به نام یوهان ماریا فارینا (به انگلیسی: Johann Maria
Farina)(به آلمانی: Johann Maria Farina, Francized: Jean Marie Farina)(۱۶۸۵–۱۷۶۶) در شهر کلن آلمان
زندگی می‌کرده‌است.
گویند که او ادکلنی ایجاد کرد و نام آن را آبی از کلن (به انگلیسی: "water from Cologne") نامید.
او این عطر را در کارگاه خود تولید می‌کرد و در طی یک قرن بعد این عطر در میان مردم بسیار محبوب شد.
طبق داستان‌ها یک راهب دکارتی در ۸ اکتبر ۱۷۹۲ برای تاجری به نام ویلهم مویرر(۱۸۴۱–۱۷۶۲) به عنوان
هدیهٔ عروسی دستور العمل معجزهٔ اب (به آلمانی: "aqua mirabilis") برای استفاده‌های مختلف را هدیه
داد.
مویرر نیز در خیابان گلاکنگاس در کارگاهی کوچک جهت تولید این ادکلن دایر کرد.
پیتر جوزف مویرر(به انگلیسی: Peter Joseph Mülhens) و پسرش ویلهم مویر ار سال ۱۸۰۰ تا ۱۸۸۱ مشکل در
استفاده از نام فارینا(به انگلیسی: Farina) داشتند.
خانوادهٔ فارینا موچنزها را برای استفاده بدون مجوز از نام خانوادگیشان متهم می‌کردند.
زیرا آنها نیز عطر شرکت خود به نام یوهان ماریا فارینا دم ژول پلاتز(به آلمانی: "Johann Maria Farina gegenüber dem Jülichs-Platz") را تولید می‌کردند.
و از سردرگمی مشتری‌ها در انتخاب محصول می‌ترسیدند.
در نتیجه در سال ۱۸۳۲ ویلهم مویر در این درگیری حقوقی باخت و دیگر نتوانست از نام خانوادگی فارینا
استفاده کند.
نام شرکت مویرر تا سال ۱۹۹۰(به آلمانی: Eau de Cologne & Parfümerie Fabrik Glockengasse No. 4711
gegenüber der Pferdepost von Ferd. Mülhens in Köln am Rhein) بود.
تا اینکه در ان سال نامش تغییر یافت.پس از مدتی بعد نام
مویرر اونت ویرتس را برای خود برگزید.

## خانهٔ ۴۷۱۱
در سوم اکتبر ۱۷۹۴ ارتش فرانسه که شهر کلن را فتح کرده بود با هماهنگی شورای شهر تصمیم گرفتند که
تمام مسیرها و خانه‌ها را شناسایی کنند تا هم امار دقیق از شهر داشته باشند و هم بتوانند سیستمی
جهت روشنایی محل‌ها ایجاد کنند.
این شد که هر خانه صاحب شماره‌ای شد و کارگاه کوچک تولید عطر مویرر
چهار هزار و هفتصد و یازدهمین خانه بود که شماره گرفت و از آن پس عطر تولید آن کارگاه معروف به ۴۷۱۱ شد.

## شهرت
ادکلن و عطر ۴۷۱۱ یکی از معتبرترین ادکلن‌های جهان است و بسیاری از مشاهیر آلمان نظیر گوته علاقهٔ خاصی به آن داشتند.
در فیلم درام مادر (۱۳۶۸) به کارگردانی زنده یاد علی حاتمی, محمدابراهیم (با بازی زنده یاد محمدعلی کشاورز) با تمسخر درباره برادر دارای ناتوانی ذهنی خود غلامرضا (با بازی اکبر عبدی) می گوید: «سنجد (اشاره به غلامرضا) خیلی هم 4711 هست! نشسته دم باد تو درگاه، سنبل شده لب پنجره!»  این دیالوگ به این معناست که: «با اینکه بدنش چندان خوشبو نیست، جلوی باد نشسته است تا باد عطر او را همه جا ببرد!»  (ضرب المثل پارسی).